# Фазово-импульсная модуляция

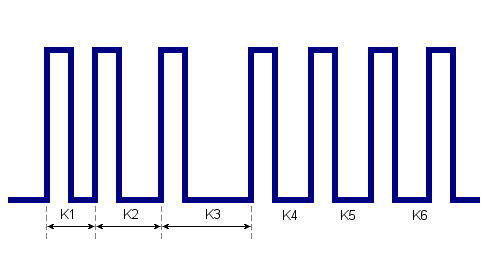
6-позиционная PPM

PPM с изменением положения импульсов в двух позициях

Фа́зово-и́мпульсная модуля́ция (ФИМ) (англ. Pulse-position modulation, PPM) — один из трёх основных способов цифрового модулирования информации в последовательность импульсов.

## Характеристика
Одним из способов осуществления фазово-импульсной модуляции сигнала является задержка (или упреждение) появления импульса по отношению к началу периода на время, соответствующее значению информационных символов (модулируемого сигнала) . При этом импульсы имеют постоянную длительность. Как и в случае широтно-импульсной модуляции, частота следования импульсов ФИМ-сигнала является постоянной величиной.
При фазово-импульсной модуляции кодирование передаваемой информации в ряде приложений заключается в изменении позиции импульсов в группе импульсов, которая называется кадром.

## Сравнение с другими видами модуляции сигнала
По сравнению с другими видами модуляции сигнала, ФИМ — довольно простой в использовании, но при этом мощный метод модуляции сигнала.
Больше всего ФИМ близка к частотной модуляции. Если модулирующий сигнал синусоидальный, то спектр и форма сигналов в случае частотной модуляции и ФИМ полностью совпадают. Различия обнаруживаются при более сложных формах модулирующего сигнала.